# 백만장자 프로젝트
《백만장자 프로젝트》(영어: The First $20 Million Is Always the Hardest)는 미국에서 제작된 믹 잭슨 감독의 2002년 코미디 영화이다. 포 브론슨 작가의 동명 소설이 원작이다. 애덤 가르시아 등이 출연하였고, 트레버 앨버트 등이 제작에 참여하였다.

## 출연진
- 애덤 가르시아
- 로자리오 도슨
- 안줄 니감
- 이선 수플리
- 제이크 뷰시
- 엔리코 콜런토니
- 그레고리 저바라
- 댄 버틀러
- 린다 하트
- 샨드라 웨스트
- 롭 베네딕트
- 헤더 페이지 켄트
- 존 로스먼
- 레지 리

## 기타 제작진
- 공동 제작: 미셸 임퍼라토
- 배역: 민디 마린
- 미술: 윌리엄 샌델
- 의상: 질 M. 오해너슨